# Ecoboot
De Ecoboot is een concept van een drijvende stad. Het is een idee van emeritus hoogleraar Frits Schoute van de Universiteit Delft dat hij lanceerde tijdens zijn afscheidsrede in 2000.

## Voordelen
De volgende voordelen van wonen op het water worden genoemd:
- Gezondheid: wonen op zee doet goed.
- Weer: de Ecoboot kan gewoon het goede weer opzoeken als het plaatselijke weer niet bevalt.
- Ruimte: in de Noordzee is nog ruimte genoeg in tegenstelling tot de kustgebieden.
- Wonen op water levert moeilijkheden op die technisch moeilijk zijn en het daardoor duurder maken. Maar de "grondprijs" is weer 0 euro. De opgedane kennis kan ook verkocht worden.

## Techniek
Schoute toonde twee ideeën die de Ecoboot technisch haalbaar moeten maken. De eerste was een systeem bestaande uit drie verticale pijpen die aan de bovenkant automatisch geopend en gesloten worden. Deze dienen om deining te dempen. Het andere idee is om rond de Ecoboot een veld van "clickets" te laten drijven. Deze "dobbers" hebben een dubbel doel; ze dempen de golfslag en kunnen de energie die daarbij vrijkomt bijvoorbeeld gebruiken om zeewater om te zetten in zoet water.
Schoute voorspelde dat "Ecoboot nummer 1" binnen vijf jaar te water gelaten zou worden, en dat er over 50 jaar wellicht 100 miljoen mensen op het water wonen.